# Saint-Georges-de-Didonne
Saint-Georges-de-Didonne – miejscowość i gmina we Francji, w regionie Nowa Akwitania, w departamencie Charente-Maritime.

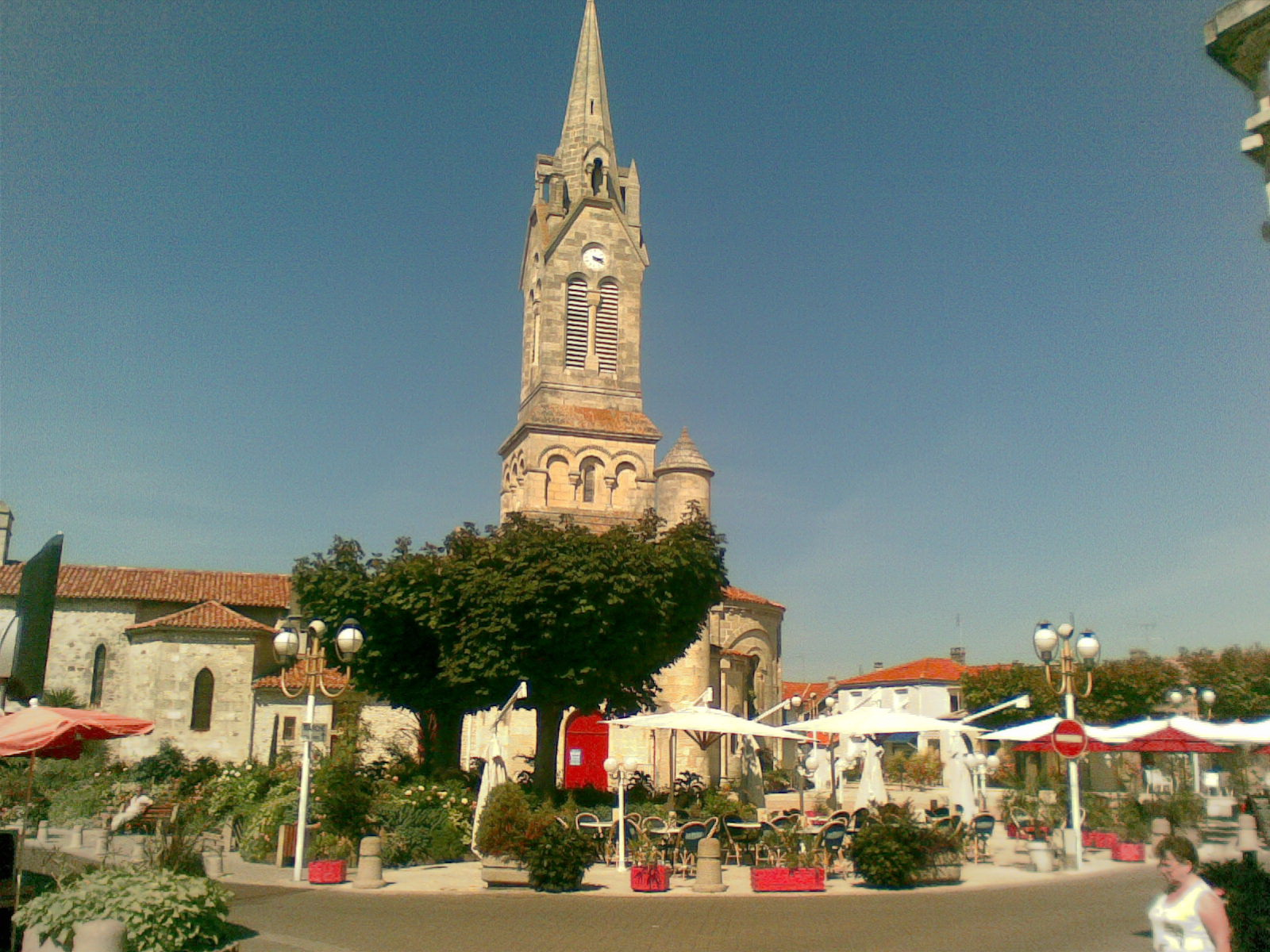
Place de l'église – centrum kulturalne miasta

Według danych na rok 1990 gminę zamieszkiwało 4705 osób, a gęstość zaludnienia wynosiła 445 osób/km² (wśród 1467 gmin regionu Poitou-Charentes Saint-Georges-de-Didonne plasuje się na 41. miejscu pod względem liczby ludności, natomiast pod względem powierzchni na miejscu 806.).

## Lokalizacja
Saint-Georges-de-Didonne znajduje się przy ujściu Żyrondy do Atlantyku. Miejscowość jest położona 5 kilometrów na południowy wschód od Royan, 60 kilometrów na południe od La Rochelle i 100 kilometrów na północ od Bordeaux. Gmina Saint-Georges-de-Didonne w południowo-zachodniej części departamentu Charente-Maritime.

## Miasta partnerskie
- Gaiehofen
- Balatonföldvár
- Koulpélogo